# Bundessortenamt

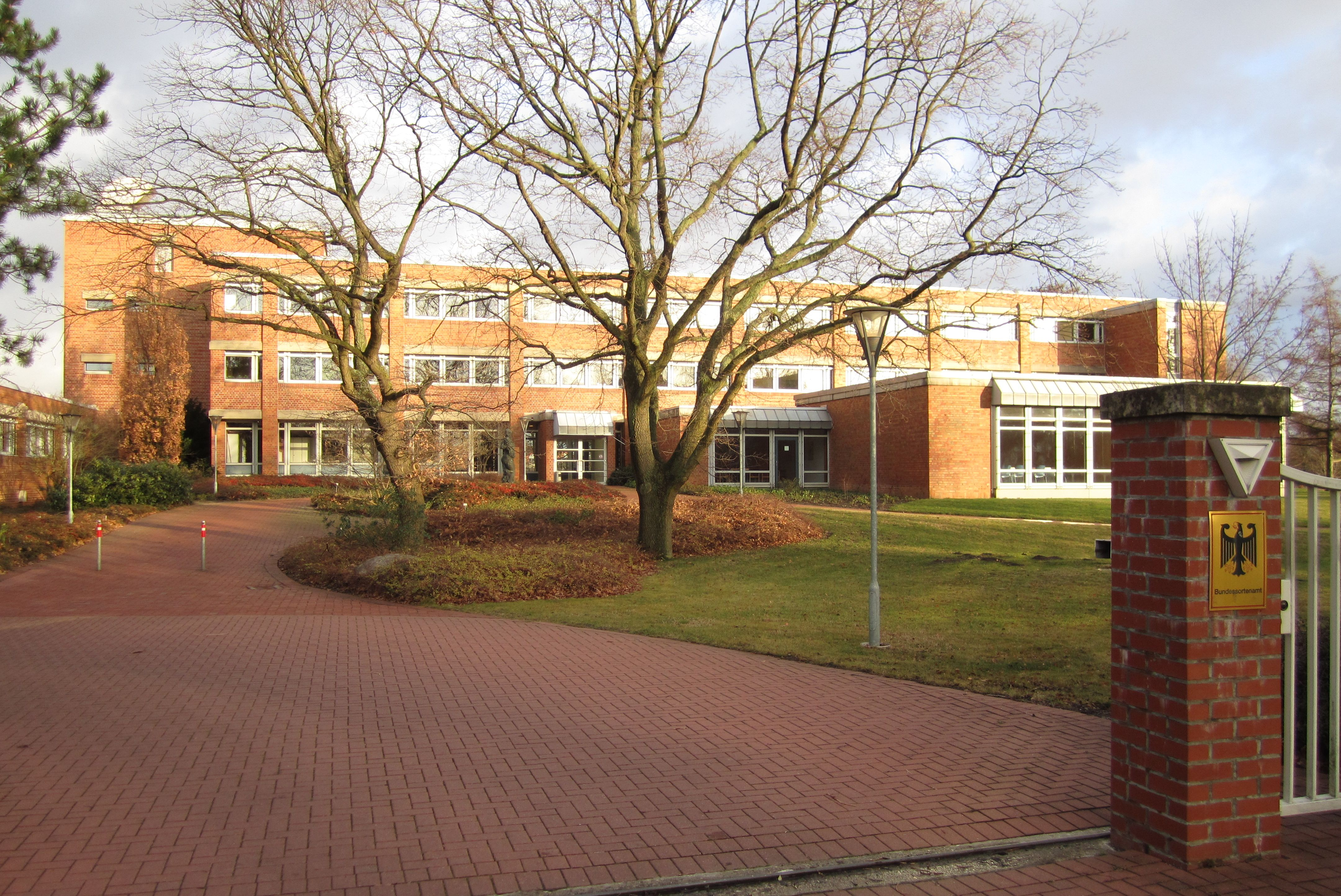
Amtsgebäude in Hannover

Das Bundessortenamt (BSA) ist als Sortenamt eine selbständige deutsche Bundesoberbehörde im Geschäftsbereich des Bundesministeriums für Ernährung und Landwirtschaft. Das Amt hat seinen Sitz seit 1980 in Hannover (vormals in Rethmar) und unterhält derzeit noch sieben (früher 12) Prüfstellen in Deutschland. Es wurde 1953 im Zuge des Saatgutgesetzes gegründet und ersetzte das im April 1948 in Frankfurt am Main gegründete Sortenamt für Nutzpflanzen. Das BSA verfügt über 580 ha Freiland-Anbaufläche und 7000 m² Gewächshausfläche. Insgesamt wurden 2012/13 etwa 16.500 verschiedene Sorten angebaut.
Das BSA ist zuständig für die Zulassung von Pflanzensorten (Voraussetzung für das Inverkehrbringen von Saatgut) und den Sortenschutz, also den rechtlichen Schutz von neuen Pflanzensorten („Schutz des geistigen Eigentums“), soweit letzterer auf nationalrechtlicher Grundlage und nicht nach dem Recht der Europäischen Union erfolgt; der Anteil der national geschützten Sorten liegt inzwischen bei deutlich unter 10 %. Rechts- und Prüfungsgrundlagen für die Arbeit des Bundessortenamts sind das Saatgutverkehrsgesetz und das Sortenschutzgesetz.

## Organisation
Der Präsident leitet das Bundessortenamt und vertritt es nach außen. Des Weiteren gliedert sich das Amt in drei Abteilungen, die in Referate unterteilt sind.
- Präsident: Elmar Pfülb
  - Referat P 1: Nationale und internationale Sorten- und Saatgutangelegenheiten, Koordinierungsstelle zum BMEL
  - Referat P 2: Kommunikation, Biopatent-Monitoring, Qualitätsmanagement
- Abteilung 1: Zentralabteilung
- Abteilung 2: Sortenzulassung, Sortenschutz, Genetische Ressourcen
- Abteilung 3: Prüfungsdurchführung